# Japán terrier
A japán terrier vagy más néven Nippon Terrier (Japanese Terrier) egy japán kutyafajta.

## Történet
Kialakulása az 1700-as évekre tehető. Kóbe és Jokohama környékéről származik. Ősei között a Japánban 1702 óta ismert sima szőrű foxterrier mellett több fajta is szerepel. Társasági kutya, de hazájában vadkacsa apportírozására használják. 

## Külleme
Marmagassága 33 centiméter, tömege 4,5-6 kilogramm. Aránylag kis fejű, hagyományosan rövidre csonkolt farkú, háromszínű terrier. Uralkodó színe a fehér, kis méretű fekete és cserbarna jegyekkel. Törzse egyszínű fehér vagy pettyes.

## Jelleme
Természete ragaszkodó és alkalmazkodó. 